# Козлово 1
 Козлово 1  — деревня в Жарковском муниципальном округе Тверской области.

## География
Находится в юго-западной части Тверской области на расстоянии приблизительно 13 км по прямой на восток-северо-восток по прямой от районного центра поселка Жарковский на правом берегу реки Межа.

## История
Деревня уже была отмечена на карте 1846—1863 годов. В 1927 году здесь было учтено 15 дворов. До 2022 года входила в состав ныне упразднённого Жарковского сельского поселения.

## Население
Численность населения: 11 человек (русские 100 %) в 2002 году, 5 в 2010.